# Mapei
Мапеи je италијанска интернационална корпорација основана 1937. године у Милану. Назив Мапеи је скраћеница од materiali ausillari per l'edilizia e l'industria што значи помоћни материјали за грађевинарство и индустрију. Водећи је произвођач лепкова у грађевинарствуа у својој палети има преко 1000 разних производа. Мапеи је 1960. почео међународно ширење како би се што боље приближио локалним тржиштима. У оквиру групације Мапеи послује 69 предузећа са 58 фабрика распрострањених на 5 континената односно у 39 држава у којима ради више од 7500 запослених. Развијена је продајно-техничка мрежа у целом свету преко које нуди ефикасну техничку подршку архитектама, инжењерима, извођачима радова и инвеститорима односно за 40.000 партнера. У својој организацији има 7 центара за истраживање и развој. 

## Производни програм
- Производи за полагање керамичких плочица и производа од камена
- Производи за полагање еластичних и текстилних облога
- Производи за полагање паркета
- Производи за израду епоксидних и минералних подова
- Производи за звучну изолацију
- Производи за грађевинарство
- Адитиви за бетоне
- Производи за ојачање конструкција
- Производи за санацију зиданих конструкција
- Производи за термоизолацију
- Премази за декорацију и заштиту зидова
- Хидроизолације
- Производи за тунелоградњу
- Еластичне маса за заптивање и лепкови
- Додаци за производњу цемента

## Чланице групације Мапеи
Европа
- Mapei S.p.A - Милано (Италија)
- Adesital S.p.A. - Милано (Италија)
- Va.Ga. s.r.l. - Stradella (Италија)
- Cercol S.p.A. - Сасуоло (Италија)
- Vinavil S.p.A. - Милано (Италија)
- Mapefin s.r.l. - Милано (Италија)
- Polyglass S.p.A. - Милано (Италија)
- Mapei Gmbh - Traismauer (Аустрија)
- Sopro Bauchemie Gmbh - Asten (Аустрија)
- Mapei Betontechnik Gmbh - Langenwang (Аустрија)
- Mapei Benelux S.A. - Лијеж (Белгија)
- Mapei Bulgaria LTD - Софија (Бугарска)
- Mapei UK Ltd. - Хејлсовен (Уједињено Краљевство)
- Mapei Hellas S.A. - Атина (Грчка)
- Mapei Kft - Будимпешта (Мађарска)
- Sopro Hungaria Kft - (Мађарска)
- Rescon Mapei A.S. - Sagstua (Норвешка)
- Resconsult A.S. - (Норвешка)
- Elverplassen A.S. - (Норвешка)
- Mapei Gmbh - Ерленбах на Мајни (Немачка)
- Sopro Bauchemie Gmbh - (Немачка)
- Mapefin Deutschland Gmbh - Висбаден (Немачка)
- Rasco Bitumentechnik Gmbh - Аугустдорф (Немачка)
- Gorka Cement Sp.Zo.o - Тшебиња (Пољска)
- Mapei Polska Sp.Zo.o. - Варшава (Пољска)
- Sopro Polska Sp.Zo.o. - Варшава (Пољска)
- Lusomapei S.A. - Anadia (Португалија)
- Mapei Romania s.r.l. - Букурешт (Румунија)
- Zao Mapei - Ramensky (Русија)
- Mapei d.o.o. - Ново Место (Словенија)
- Mapei SK s.r.o.- Братислава (Словачка)
- Mapei Ukraina Ltd. - Кијев (Украјина)
- Rescon Mapei OY. - Еспо (Финска)
- Mapei France S.A. - Saint Alban (Француска)
- Mapei Nederland B.V. - Almelo (Холандија)
- Mapei Hrvatska d.o.o. - Загреб (Хрватска)
- Mapei Spol S.r.o. - Оломоуц (Чешка)
- Sopro CZ S.r.o. - Оломоуц (Чешка)
- Mapei Suisse S.A. - Sorens (Швајцарска)
- Rescon Mapei A.B. - Стокхолм (Шведска)
- Ibermapei S.A. - Барселона (Шпанија)
- Cercol Iberia S.A. - Onda (Шпанија)

Азија
- Mapei Vietnam Ltd. - Вијетнам
- Mapei SDN.BH - Малезија
- Mapei Construction Materials Guangzhou Ltd. - Кина
- Mapei Construction Materials Shangai Ltd. - Кина
- Mapei China Ltd. - Хонгконг
- Mapei Far East Pte Ltd. - Сингапур
- Vinavil Far East Pte Ltd. - Сингапур
- Mapei Middle East F.Z.Co. - Дубаи (Уједињени Арапски Емирати)
- IBS LLC - (Уједињени Арапски Емирати)

Северна Америка
- Mapei Corp. - Форт Лодердејл (САД)
- Mapei East Corp. - Форт Лодердејл (САД)
- Mapei Inc. - Монтреал (Канада)
- 4307721 Inc. - (Канада)
- Mapei Caribe. - Dorado (Порторико)
- Caribbean Sand SI -(Порторико)

Јужна Америка
- Mapei Argentina S.A. - Буенос Ајрес (Аргентина)
- Mapei de Venezuela C.A. - Каракас (Венецуела)

Аустралија и Океанија
- Mapei Australia Pty - Бризбејн (Аустралија)
- Mapei New Zealand - Окланд (Нови Зеланд)

Африка
- Vinavil Egypt S.A.R. - Суец (Египат)
- Mapei South Africa (Pty)Ltd - Јоханезбург (Јужноафричка Република)